# Fiołek sierocy
Fiołek sierocy (Viola orphanidis Boiss.) – gatunek roślin z rodziny fiołkowatych (Violaceae). Występuje naturalnie w Serbii, Albanii, Grecji oraz Bułgarii. 

## Morfologia
PokrójBylina dorastająca do 20–70 cm wysokości, tworzy kłącza.
LiścieBlaszka liściowa ma kształt od owalnego do okrągławego. Mierzy 2–4 cm długości, jest karbowana na brzegu, ma sercowatą nasadę i tępy wierzchołek. Ogonek liściowy jest nagi. Przylistki są owalne i osiągają 10–20 mm długości.
KwiatyPojedyncze, wyrastające z kątów pędów. Mają działki kielicha o lancetowatym kształcie. Płatki są odwrotnie jajowate i mają fioletową barwę, dolny płatek posiada obłą ostrogę o długości 4-5 mm.

## Biologia i ekologia
Rośnie na kamienistych zboczach, polanach leśnych, subalpejskich łąkach oraz we fryganie. Występuje na wysokości od 1600 do 2100 m n.p.m. Kwitnie od maja do sierpnia. 

## Zmienność
W obrębie tego gatunku oprócz podgatunku nominatywnego wyróżniono dwa podgatunki oraz jedną odmianę:
- Viola orphanidis subsp. crinita – występuje w Bułgarii[6]